# Пеон, Хуан Карлос
Хуан Карлос Пеон Мелон (исп. Juan Carlos Peón Melón; род. 19 апреля 1963, Мадрид) — испанский хоккеист на траве, полевой игрок. Участник летних Олимпийских игр 1984 и 1988 годов.

## Биография
Хуан Карлос Пеон родился 19 апреля 1963 года в испанском городе Мадрид.
В 1984 году вошёл в состав сборной Испании по хоккею на траве на летних Олимпийских играх в Лос-Анджелесе, занявшей 8-е место. Играл в поле, провёл 7 матчей, мячей не забивал.
В 1988 году вошёл в состав сборной Испании по хоккею на траве на летних Олимпийских играх в Сеуле, занявшей 9-е место. Играл в поле, провёл 7 матчей, забил 2 мяча (по одному в ворота сборных Пакистана и Южной Кореи).